# 201e division d'infanterie (Empire allemand)
Pour les articles homonymes, voir 201e division.
La 201e division d'infanterie est une unité de l'armée allemande créée en 1916 qui participe à la Première Guerre mondiale. Entre 1916 et mai 1918, elle est stationnée sur le front de l'est. Arrivée en juin 1918 sur le front de l'ouest, la division est engagée dans la bataille de la Marne, puis dans les combats défensifs de l'été et de l'automne. Ces combats entrainent des pertes telles que la division est dissoute en octobre 1918.

## Première Guerre mondiale

### Composition

#### 1916
- 401e brigade d'infanterie

401e régiment d'infanterie
402e régiment d'infanterie
- 402e brigade d'infanterie

403e régiment d'infanterie
404e régiment d'infanterie
- artillerie

401e régiment d'artillerie de campagne
402e régiment d'artillerie de campagne
- 401e compagnie de pionniers

#### 1917
- 402e brigade d'infanterie

401e régiment d'infanterie
402e régiment d'infanterie
403e régiment d'infanterie
- cavalerie

4e escadron du 4e régiment de chasseurs à cheval
4e escadron du 7e régiment de dragons
- 401e régiment d'artillerie de campagne
- 201e bataillon de pionniers

#### 1918
- 402e brigade d'infanterie

401e régiment d'infanterie
402e régiment d'infanterie
403e régiment d'infanterie
- 4e escadron du 7e régiment de dragons
- 156e commandement divisionnaire d'artillerie

402e régiment d'artillerie de campagne
- 201e bataillon de pionniers

### Historique

#### 1916 - 1917
- juillet 1916 - novembre 1917 : mouvement vers le front, occupation d'un secteur calme dans la région de Baranavitchy et le long de la Chtchara, actions locales en novembre 1915 et novembre 1917 le long du fleuve Niémen.

janvier 1917 : le 404e régiment d'infanterie quitte la division, il est transféré successivement à la 18e (en) puis 4e division de Landwehr (en).
- novembre 1917 : retrait du front, transport par V.F. sur le front de l'ouest par Baranavitchy, Brest Litovsk, Varsovie, Chemnitz, Nuremberg, Heilbronn, Rastatt pour atteindre Sarreguemines[1].
- novembre - 15 décembre : repos.
- 15 décembre 1917 - 30 mai 1918 : mouvement vers le front, occupation d'un secteur au nord-est de Pont-à-Mousson, puis dans le saillant de Saint-Mihiel dans la forêt d'Apremont.

#### 1918
- 31 mai - 7 juin : retrait du front, repos dans la région de Sponville ; puis transport par V.F. de Mars-la-Tour, Sedan, Liart pour atteindre Laon.
- 7 - 15 juin : mouvement vers le front par étapes par Vailly-sur-Aisne, Lannoy, Brécy pour occuper un secteur vers Château-Thierry et Vaux.
- 15 juin - 30 juillet : occupation de ce même secteur. Engagée dans la bataille de la Marne, la division est progressivement repoussée vers Bézu-Saint-Germain, Beuvardes, Fère-en-Tardenois[1].
- 30 juillet - 10 août : retrait du front, repos ; mouvement en Argonne.
- 10 - 30 août : mouvement vers le front, occupation d'un secteur dans la région de Vauquois.
- 31 août - 6 septembre : retrait du front, transport par V.F. dans la Somme, relève de la 6e division de cavalerie au nord est de Fins.
- 7 - 28 septembre : combats défensifs violents dans la région de Fins, Heudicourt, Gouzeaucourt et Villers-Guislain ; au cours des combats la division déplore la perte de 2 200 prisonniers[2].
- 28 septembre - 5 octobre : retrait du front, repos.
- 6 - 15 octobre : mouvement vers le front au sud de Cambrai, combats défensifs violents durant cette période ; la division déplore la perte de 650 hommes faits prisonniers[2].
- 22 octobre : dissolution de la division à Maubeuge.

## Chefs de corps
| Grade           | Nom                         | Date                               |
| --------------- | --------------------------- | ---------------------------------- |
| Generalleutnant | Gustaf von Dickhuth-Harrach | 5 juillet 1916 - 11 novembre 1917  |
| Generalleutnant | Ludwig Bachelin (de)        | 12 novembre 1917 - 26 octobre 1918 |